# AC 428

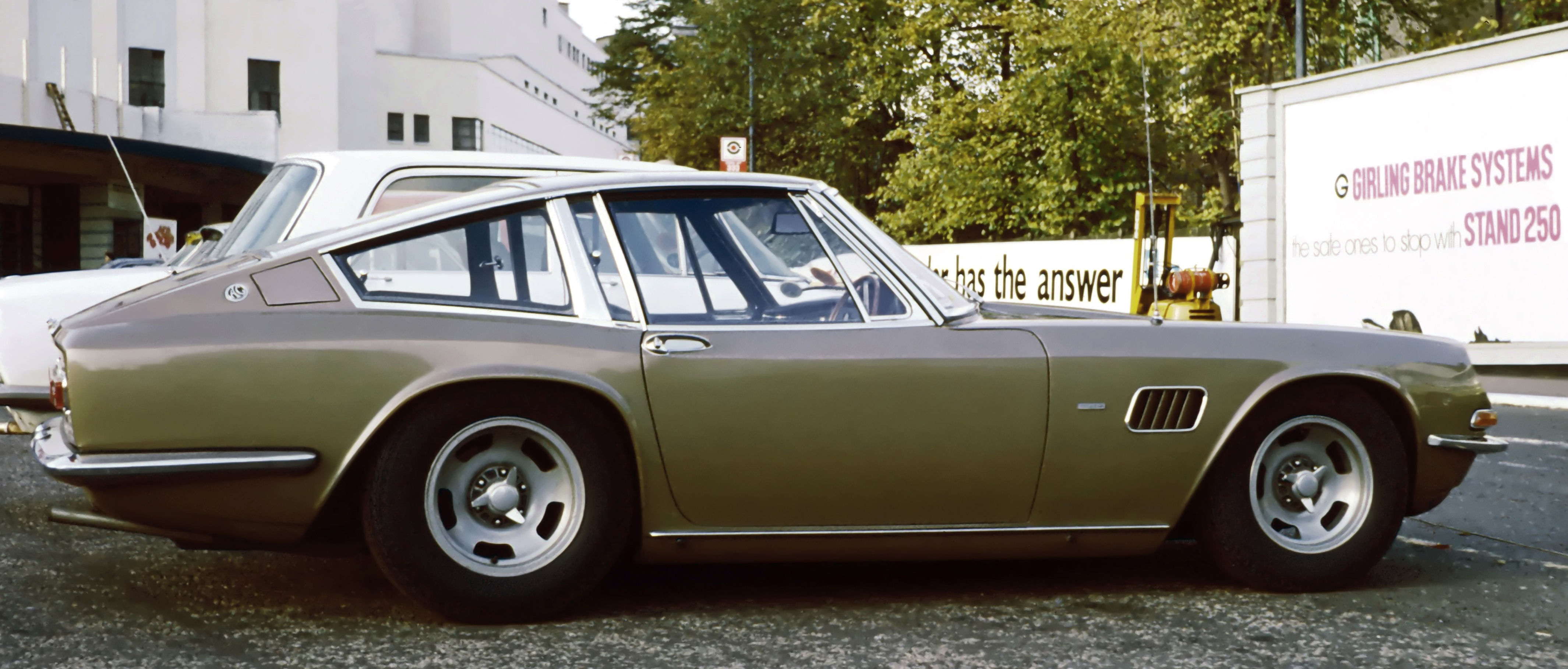
Später AC 428 Fastback mit serienmäßigen Wolfrace-Leichtmetallrädern mit Zentralverschluss

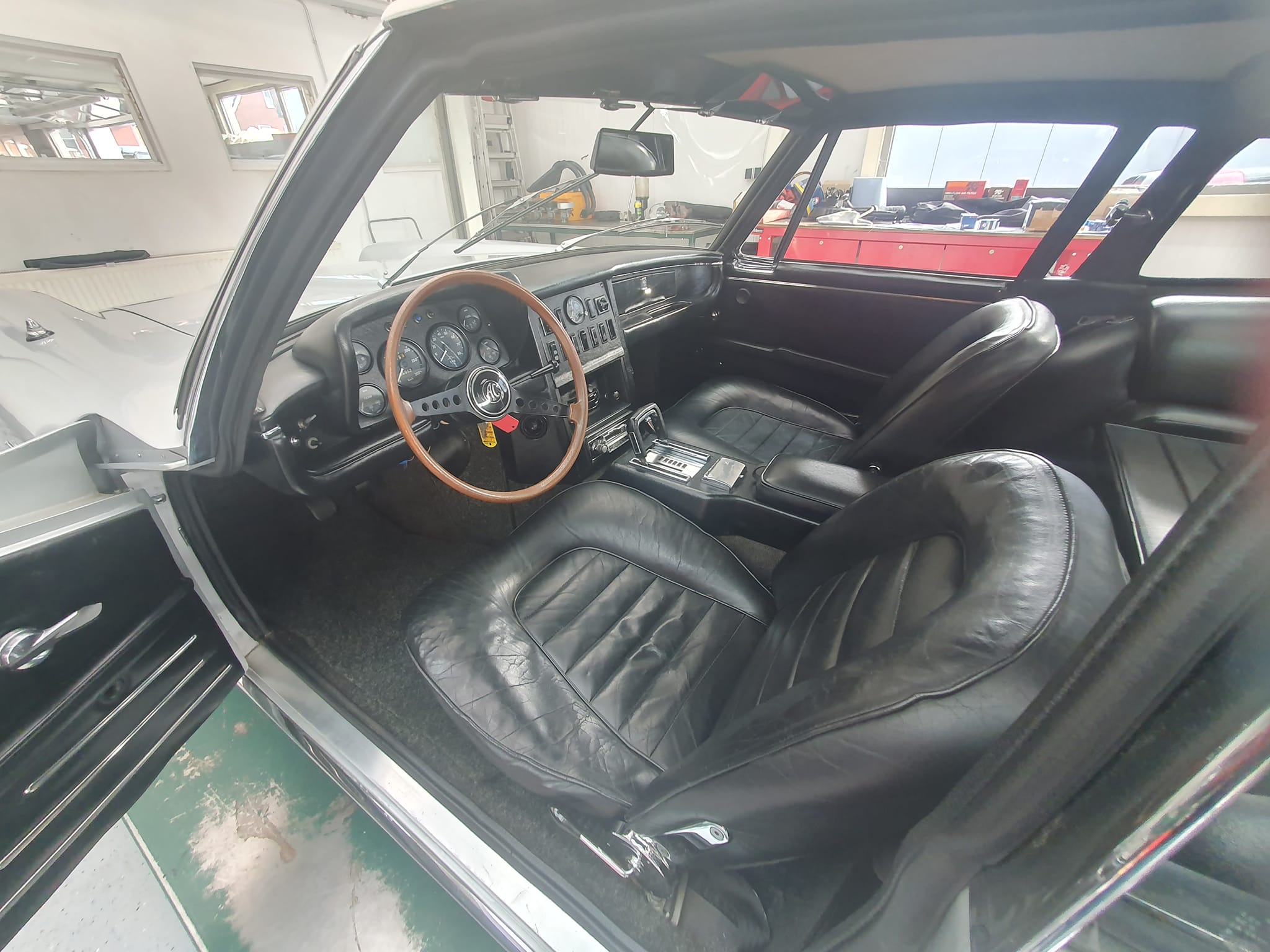
AC 428 Frua (Innenraum)

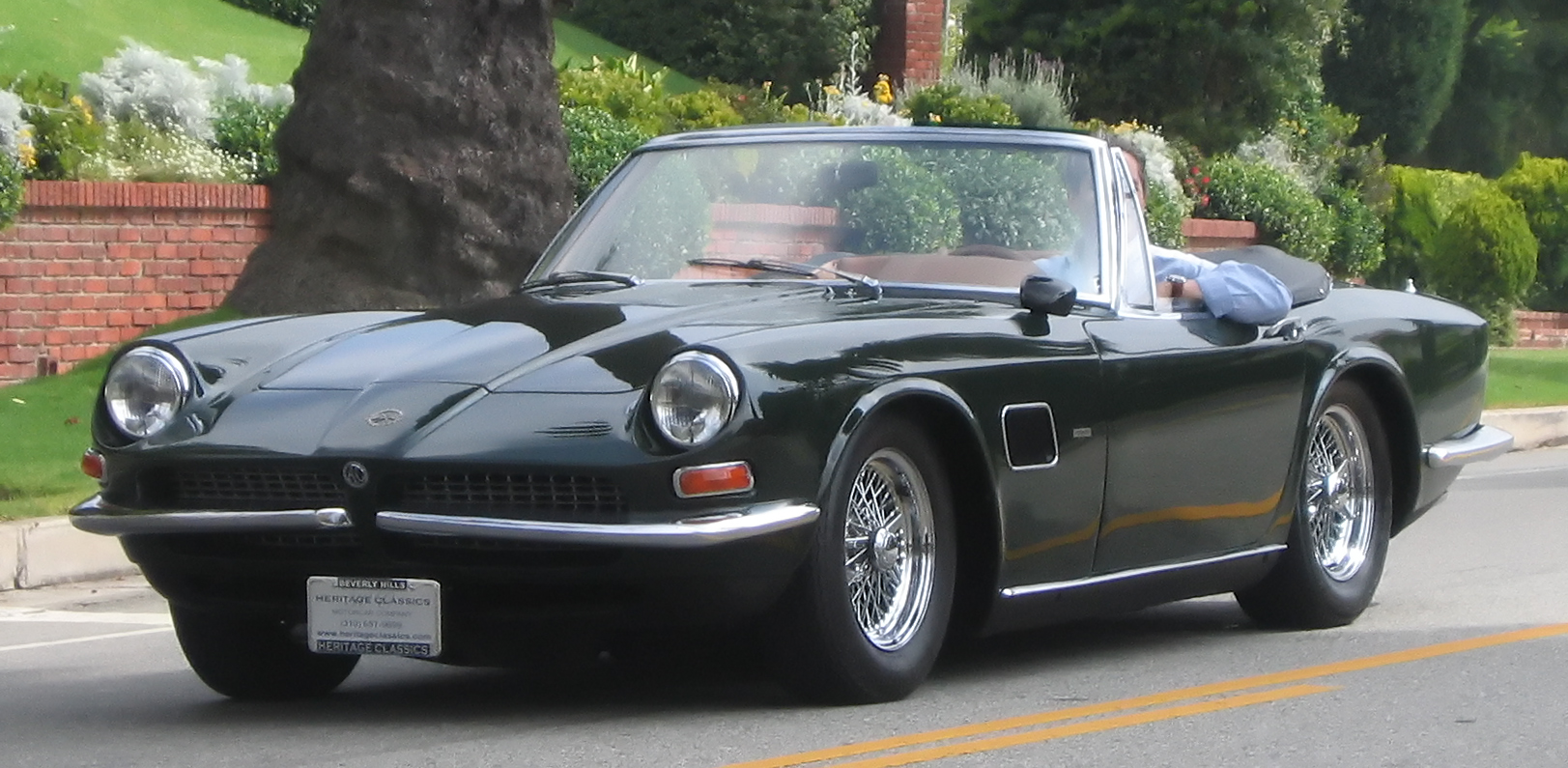
AC 428 Convertible (1971)

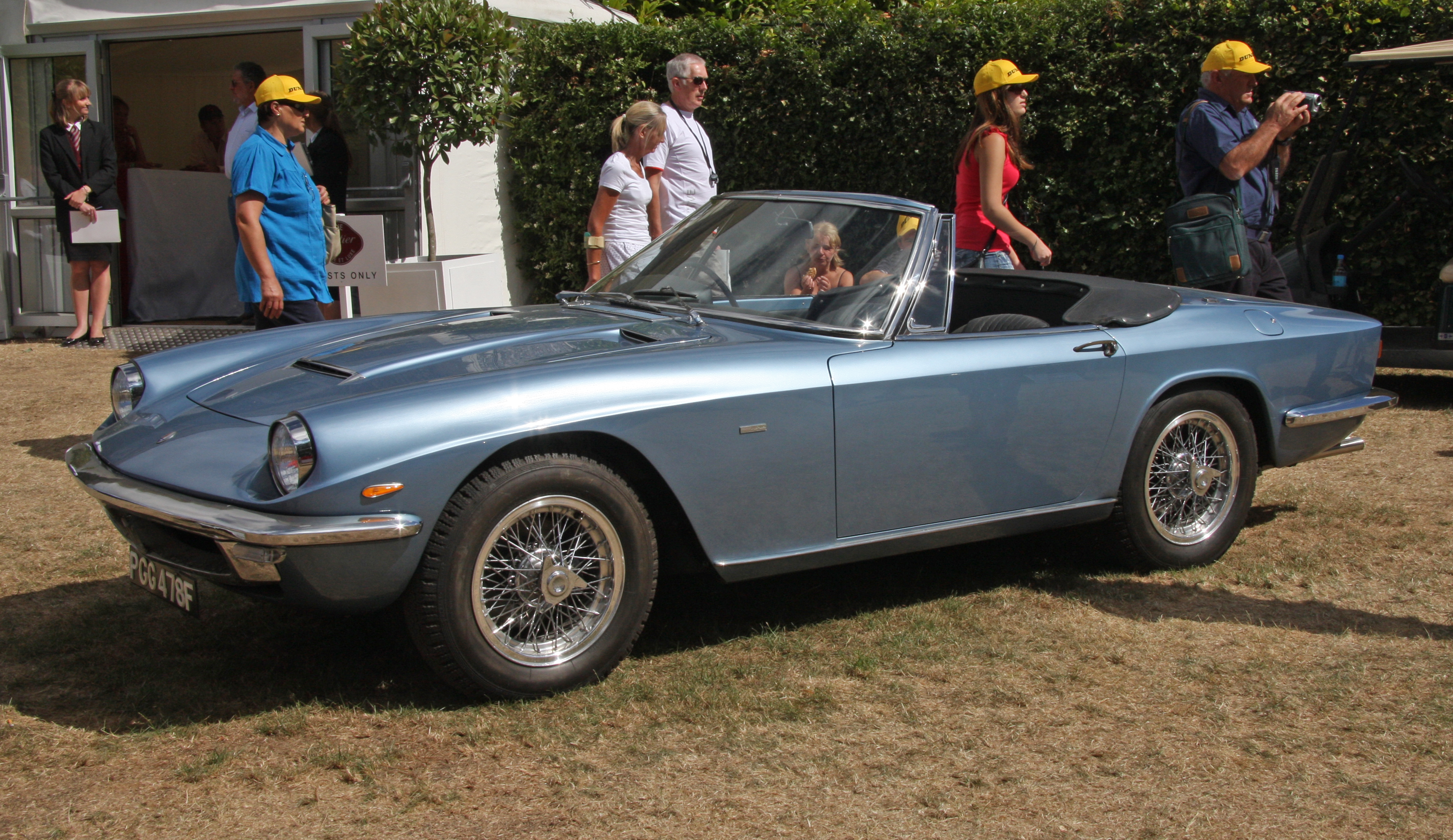
Zum Vergleich: Ein ebenfalls von Pietro Frua gestalteter Maserati Mistral

Der AC 428 war ein in geschlossener und offener Form angebotener Sportwagen des britischen Automobilherstellers AC Cars, der zwischen 1965 und 1973 hergestellt wurde.

## Entwicklungsgeschichte
Der traditionsreiche britische Fahrzeughersteller AC Cars war seit den 1950er-Jahren bekannt für kleine Sportwagen. Hierzu gehörten die Modelle AC Ace und AC Aceca, die mit unterschiedlichen Motoren britischer Herkunft angeboten wurden. Davon abgeleitet entstand ab 1959 der AC Greyhound, ein viersitziger Gran Turismo, der in weniger als 100 Exemplaren hergestellt wurde. An diese Tradition wollte das seinerzeit von Charles und Derek Hurlock geleitete Unternehmen, nachdem es zwischenzeitlich durch den Bau des brachialen AC Cobra zu Berühmtheit und einigem Wohlstand gelangt war, Mitte der 1960er-Jahre mit einem neuen Modell anknüpfen. Die Idee bestand darin, das bekannte und bewährte Fahrwerk des AC Cobra – geringfügig verlängert – und den ebenfalls im Cobra verwendeten großen Achtzylindermotor von Ford mit einer eleganten GT-Karosserie zu versehen und den Cobra so gewissermaßen erwachsen zu machen. 1963 hatte AC bereits mit dem MA-200 bereits ein ähnliches Konzept verfolgt; dieser vergleichsweise kompakte Roadster war allerdings nur als Prototyp gebaut worden und ging nicht in die Serienfertigung ein. Mit dem größeren 428 wollte AC auf dem Markt der Luxusfahrzeuge antreten und mit Herstellern wie Aston Martin, Bristol oder Jensen konkurrieren.

### Das Design
Charles und Derek Hurlock entschieden sich frühzeitig dafür, die Karosserie des neuen Gran Turismo in Italien entwerfen zu lassen. Nach anfänglichen Gesprächen mit Bertone erhielt schließlich im April 1965 die Carrozzeria Frua in Turin den Auftrag. Der erste Prototyp, ein zweisitziges Cabriolet („Convertible“), wurde im Oktober 1965 auf der International Motor Exhibition in London gezeigt, im März 1967 folgte in Genf die Präsentation des 428 Coupé mit Fließheck-Karosserie („Fastback“). Vor diesem Hintergrund wird der AC 428 häufig, jedoch nicht offiziell auch AC Frua genannt.
Das Karosseriedesign des neuen AC war keineswegs eigenständig. Pietro Frua, ein Meister darin, seine Kreationen mehrfach zu verwenden, wiederholte hier ersichtlich die Linien des 1963 von ihm entworfenen Maserati Mistral, und auch der etwas später präsentierte Monteverdi High Speed 375 S der ersten Generation wies deutliche Ähnlichkeiten auf. Andererseits finden sich viele Designmerkmale des AC 428 bereits an dem 1962 fertiggestellten, von AC selbst entworfenen Einzelstück AC MA-200, der ursprünglich als Ablösung der Modelle AC Ace, AC Aceca und AC Greyhound vorgesehen war und das durch Kontakte des Schweizer AC-Importeurs Patthey auch bei verschiedenen italienischen Karosseriebauern bekannt war.
Das Design der Fahrzeuge war im Detail mitunter eigenständig; mal wurden Stoßstangen und Kühleröffnungen im Stil des Jaguar E-Type verwendet, mal variierte die Position von Blinkern, Spiegeln oder Ähnlichem. Hier war manches individuell auf Kundenwünsche zugeschnitten. Der Berliner Designer Luigi Colani kleidete in den 1980er-Jahren einen 428 Convertible nach eigenen Vorstellungen ein.

### Die Technik

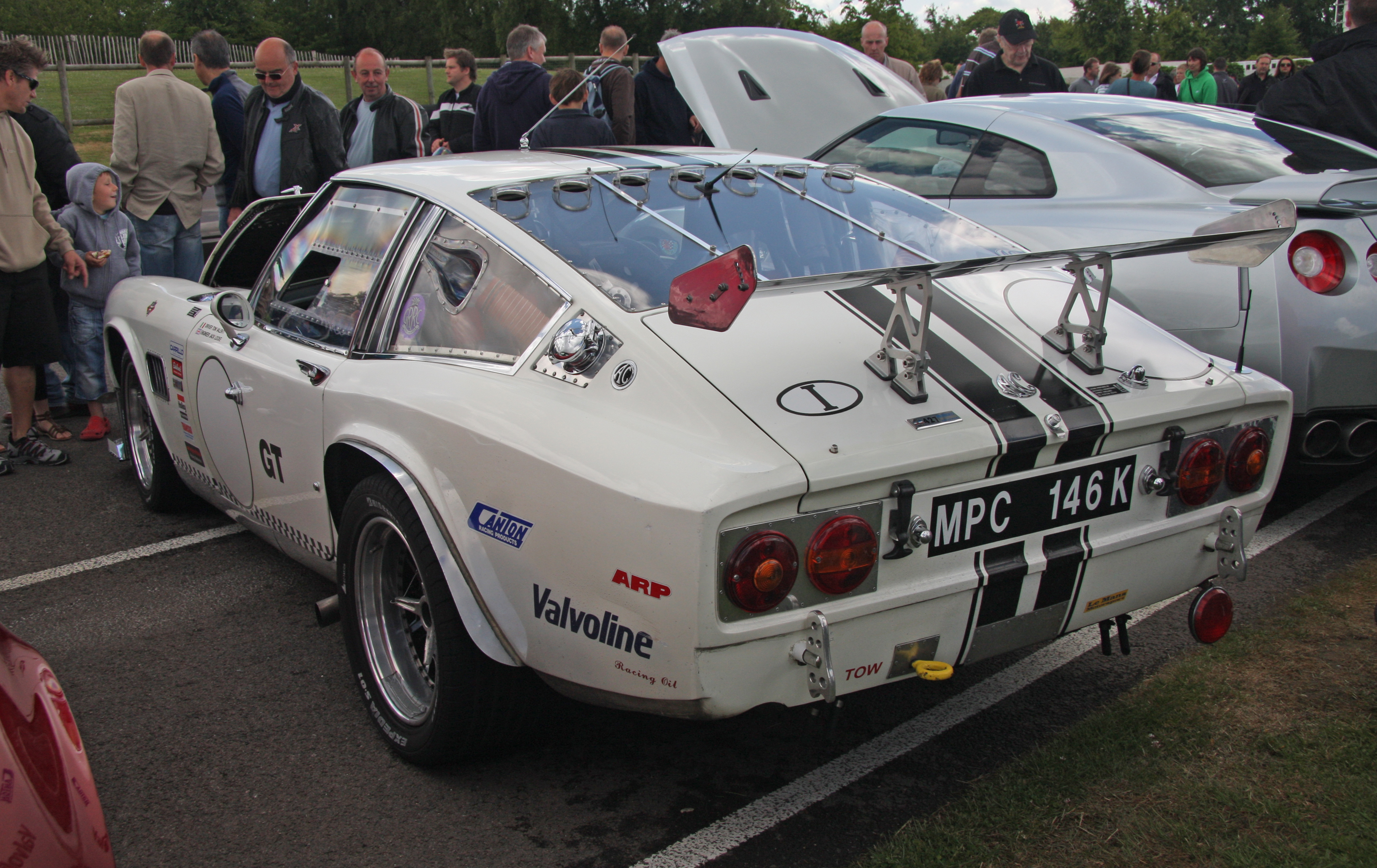
Für den Rennsport modifizierter AC 428 Fastback

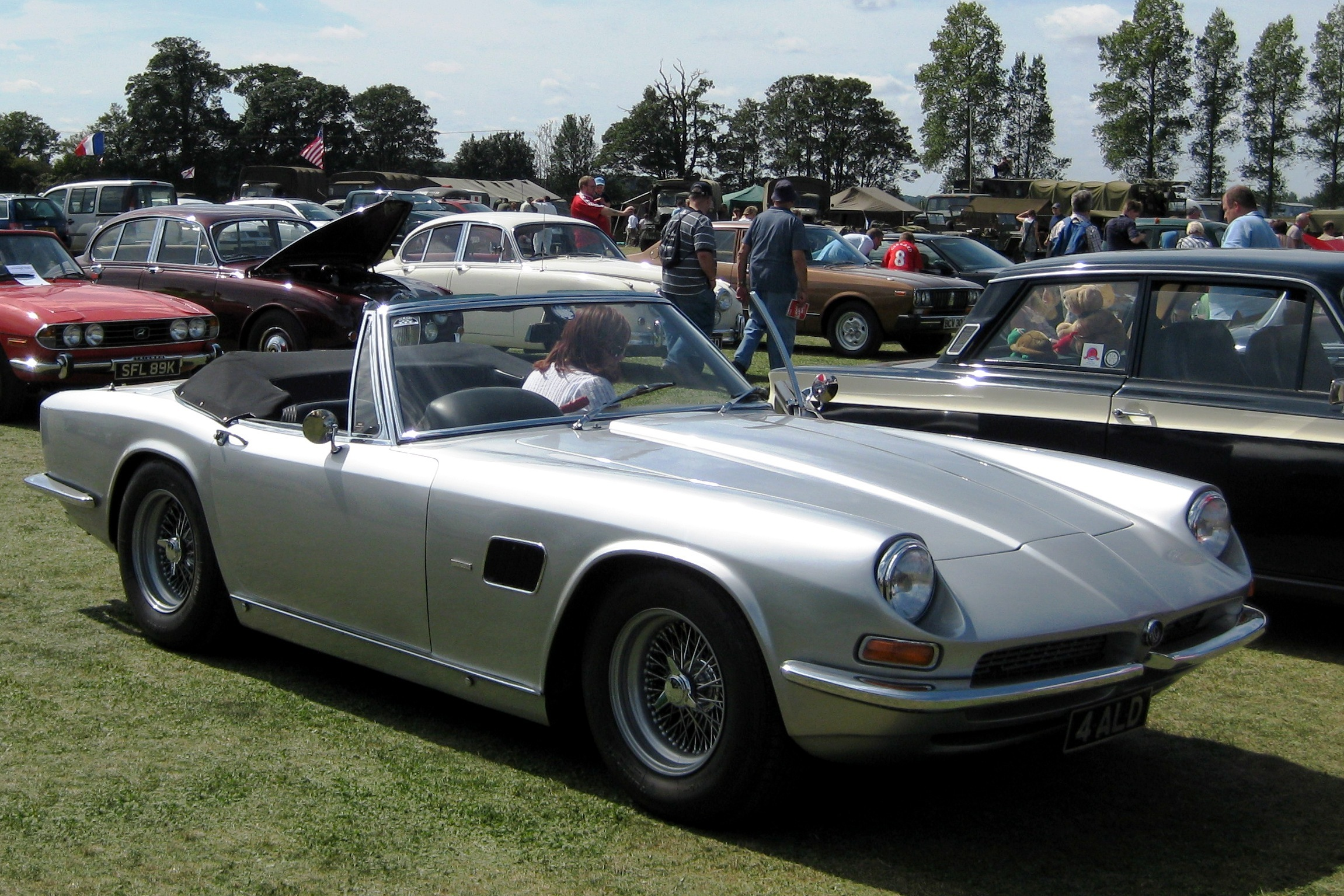
AC 428 Convertible (1969) mit serienmäßigen Drahtspeichenrädern und Zentralverschluss

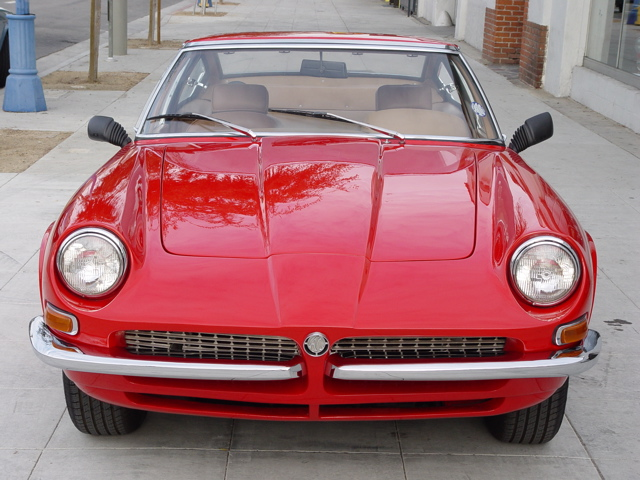
Frontpartie des AC 428

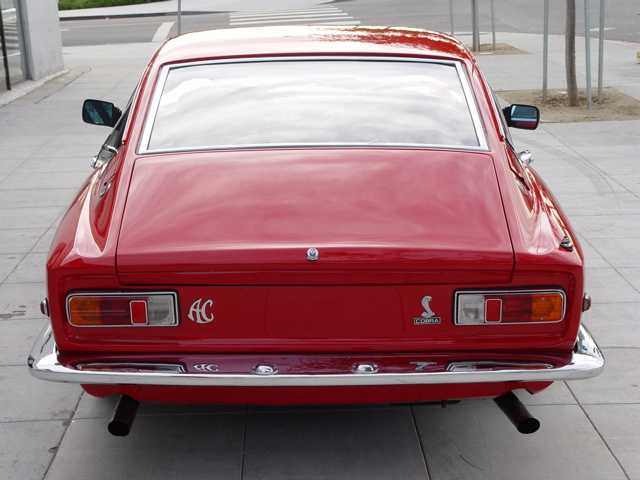
Rückleuchten von der Alfa Romeo Giulia: Heckpartie des 428

Der Rohrrahmen des AC 428 entsprach dem des AC Cobra Mark III, war aber zwischen den Achsen um 150 mm verlängert, so dass sich ein Radstand von 2413 mm ergab.  Auch das Fahrwerk glich dem des Cobra: alle Räder waren einzeln an ungleich langen Doppelquerlenkern mit Feder-Dämpfer-Einheiten aufgehängt, dazu gab es eine Zahnstangenlenkung und an beiden Achsen Girling-Scheibenbremsen.
Zunächst wurde der 6997 cm³ große Achtzylindermotor von Ford installiert, der aus dem AC Cobra 427 bekannt war und (nach SAE-Norm) 385 hp (287 kW) bei 5600/min abgab. Ihn erhielten die ersten fünf Convertible und einige Coupés. Im März 1968 wurde auf Fords „428“-Motor mit 7014 cm³ Hubraum umgestellt, der in der verwendeten Version („Ford Police Interceptor“) 345 hp (257 kW) bei 4600/min leistete. Alle später produzierten Fahrzeuge erhielten diesen Motor. Die Kraft übertrug wahlweise ein Vierganggetriebe mit Handschaltung von Ford oder eine weitaus häufiger bestellte Dreistufenautomatik von Ford (Type C6) und ein Salisbury-Sperrdifferential.

## Die Produktion
Die Serienproduktion des AC 428 Convertible begann Ende 1966, ein halbes Jahr später wurde die Herstellung des Coupés aufgenommen.
Der Produktionsprozess war umständlich. AC stellte in Thames Ditton (Großbritannien) zunächst rollfähige Fahrgestelle her. Sie wurden dann per Bahn zu Pietro Frua nach Turin verfrachtet, wo die Karosserie hergestellt und mit dem Fahrgestell verbunden wurde. Die karossierten Fahrzeuge kamen sodann wieder zurück. AC übernahm dort das „Finish“, das heißt den Einbau des Interieurs und die Lackierung. Die Produktion war zeitaufwendig und zu einem guten Teil für den hohen Preis des AC 428 verantwortlich.
Der AC 428 wurde bis zum Sommer 1973 als Neufahrzeug angeboten. In dieser Zeit entstanden 29 Convertibles und 49 Coupés; außerdem sollen drei weitere Fahrzeuge entstanden sein, deren Bauform nicht bekannt ist. Der Neupreis für ein Coupé lag 1968 bei 4.050 britischen Pfund, das Convertible war 200 Pfund teurer. Preislich entsprach der AC 428 damit dem Aston Martin V8 I, am Ende seiner Produktionszeit übertraf er dessen Preis indes erheblich.
Die Produktion des AC 428 endete im Sommer 1973. Gründe hierfür gab es viele. Einerseits war der AC sehr teuer; andererseits brach der Markt für große und schnelle Sportwagen angesichts der sich anbahnenden Ölkrise zunehmend zusammen, sodass auch Konkurrenten wie Aston Martin oder Jensen es schwer hatten zu bestehen. Darüber hinaus gab es Schwierigkeiten mit Ford, da der Vertrag über den Bezug von Motoren auf das Ende dieses Jahres befristet und Ford an einer Verlängerung nicht interessiert war. Schließlich hatten verschiedene Streiks in Italien die Produktion der Karosserien mehrmals behindert und wiederholt zu Verzögerungen in der Auslieferung geführt, was für das Image des Wagens und der Marke nicht förderlich war.
Nach 1973 gab es bei AC zunächst keinen direkten Nachfolger für den 428. Das nächste neue Modell, der AC 3000ME, ging erst 1979 in Serie, sprach jedoch mit Mittelmotor-Auslegung, 3,0-Ford-V6-Motor und einem etwas günstigeren Preis eine andere Käuferschicht an. Konzeptionell ähnlicher war der AC Ace (Brooklands), ein zweisitziges Cabriolet, das die AC Cars Group Ltd. unter Leitung des Südafrikaners Alan Lubinsky nach dem Ausscheiden der Inhaberfamilie Hurlock in einer Kleinstserie von etwa 59 Fahrzeugen von 1996 bis 1999 mit amerikanischer Ford-Technik baute.
Die meisten AC 428 existieren heute noch; allein der Verbleib von fünf Convertibles und sechs Coupés kann nicht mehr geklärt werden.

## Sondermodelle

### AC 428 II
Im Frühjahr 1973 entwarf Pietro Frua einen überarbeiteten AC 428 Convertible, der von Charles und Derek Hurlock in Auftrag gegeben worden war. Das Cabriolet unterschied sich von der bis dahin produzierten Version vor allem durch eine neu gestaltete Frontpartie. Sie wies statt der Rundscheinwerfer eine leicht abfallende Linie auf, in der Klappscheinwerfer untergebracht waren. Die vordere Stoßstange war nun aus einem Stück, und die Blink- sowie Standlichter befanden sich über der Stoßstange. Eine Serienproduktion des Fahrzeugs kam nicht zustande; die Familie Hurlock stellte noch in der Entwicklungsphase des modifizierten Modells die Produktion des 428 ein.

### AC 429

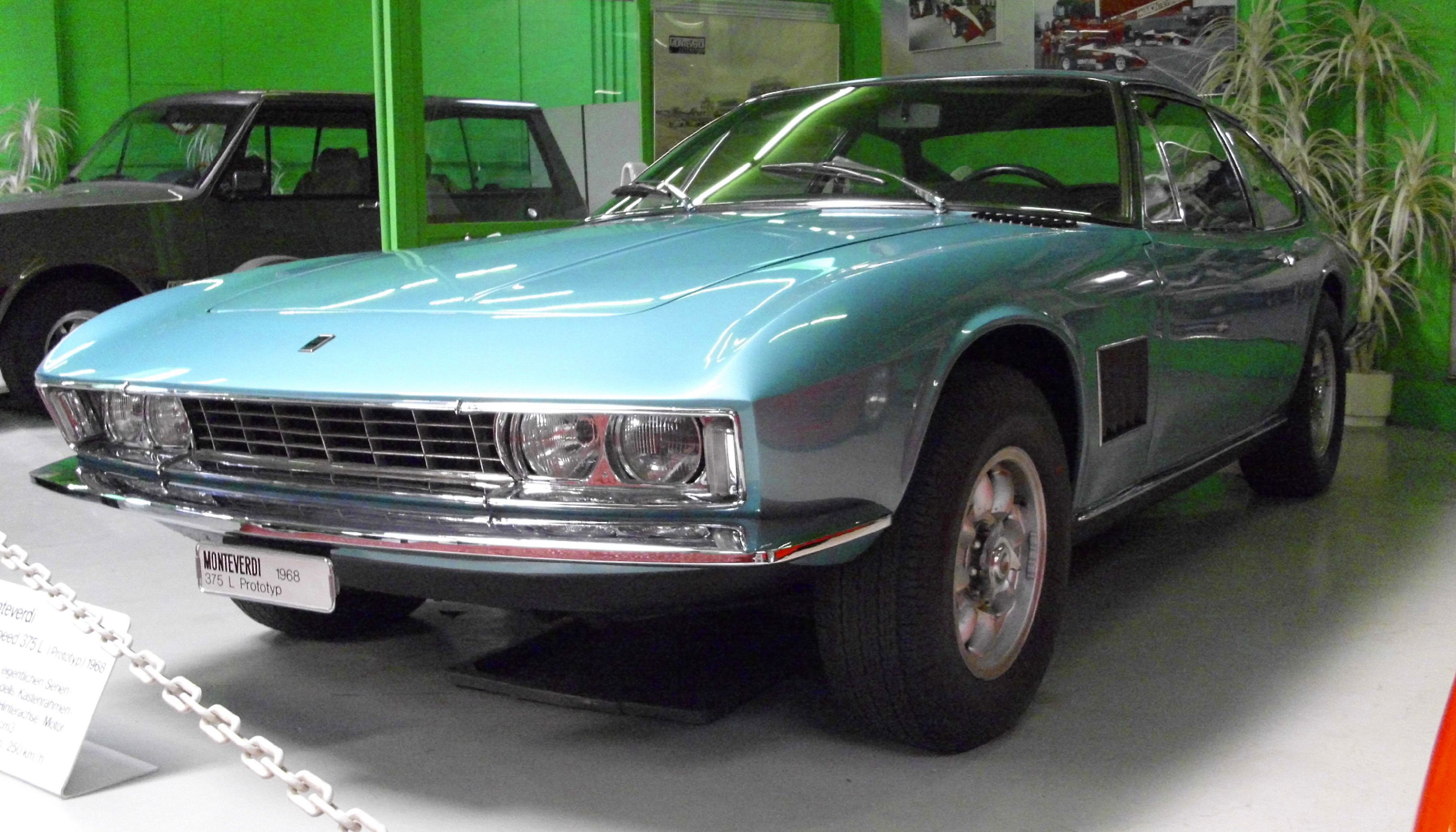
Basis des AC 429: Monteverdi High Speed 375 L (Frua)

Ein weiteres Sondermodell ist der AC 429. Es ist – anders als der AC 428 – ein viersitziges Coupé. Dieses Modell ist kein AC im eigentlichen Sinne, vielmehr war es ein Monteverdi, der 1973 unter dem Namen AC vorgestellt wurde. Das Auto basiert auf dem High Speed 375 L, den Frua 1968 für Monteverdi gestaltet hatte. Frua baute einen Prototyp (Chassisnumme 2001), der auf dem Genfer Autosalon 1968 gezeigt wurde und der bei Monteverdi verblieb. Ein zweites Exemplar (Chassisnummer 2002) befand sich im Sommer 1968 bei Frua im Aufbau. Zu dieser Zeit kam es zwischen Frua und Peter Monteverdi zu einem Streit über Urheberrechte und Lizenzgebühren, in dessen Folge Monteverdi die Geschäftsbeziehungen zu Frua dauerhaft abbrach. Das zweite, nicht komplettierte Exemplar des High Speed 375 L (Chassisnummer 2002) blieb daraufhin bei Frua. 1972 übernahm Derek Hurlock, der Inhaber von AC Cars, diesen halbfertigen Monteverdi 1972 und beauftragte Frua, die Karosserie zu überarbeiten und an das etablierte AC-Design anzupassen. Frua veränderte einige Designdetails und baute das fünf Jahre alte Auto entsprechend um. Bei AC wurden anschließend ein Achtzylindermotor von Ford sowie eine hintere Einzelradaufhängung eingebaut. Das nun AC 429 genannte Auto wurde 1973 in Großbritannien öffentlich präsentiert. Aus wirtschaftlichen Gründen sah AC allerdings von einer Serienproduktion ab. Das Einzelstück existiert noch heute in Privatbesitz und wird seit mehreren Jahren aufwendig restauriert.

## Nachbauten
Das im cornischen St Austell ansässige Unternehmen Triple C Challenger Cars kündigte 1989 den Nachbau des AC 428 Convertible an. Das Fahrzeug sollte als Bausatz geliefert werden. In der Fachliteratur wird bezweifelt, dass es über den Prototyp hinaus zu einer Serienfertigung gekommen ist.

## Der AC 428 heute
Die Preise sind hoch, liegen aber teilweise deutlich unter den Beträgen, die für Fahrzeuge italienischer oder auch britischer Konkurrenten gezahlt werden. Zudem erreicht der AC nicht ansatzweise die Preise eines klassischen Cobra mit vergleichbarer Motorisierung. Im Mai 2010 wurde das 428 Coupé mit der Fahrgestellnummer CF065 zum Preis von 100.800 € versteigert.

## Bekannte Fahrer des AC 428
Der AC 428 war ein Elite-Fahrzeug, das einige Mitglieder der – vor allem britischen – Prominenz ansprach. Dazu gehörten:
- Luigi Colani
- Keith Moon, Drummer der Band The Who
- Rob Walker, der Besitzer eines britischen Motorsport-Rennstalls

## Trivia
Ein roter 428 Convertible wurde in der sechsten Staffel der britischen Fernsehserie Mit Schirm, Charme und Melone in insgesamt acht Folgen als Dienstwagen der Agenten John Steed (Patrick Macnee) und Tara King (Linda Thorson) verwendet. Das Fahrzeug war der 1965 hergestellte Prototyp.